# Sergio Caprari
Sergio Caprari (Civita Castellana, 12 luglio 1932 – Faleria, 12 ottobre 2015) è stato un pugile italiano, medaglia d'argento, nei pesi piuma, ai Giochi olimpici di Helsinki 1952. Da professionista fu Campione italiano (1956-1958) ed europeo (1958-1959), nella stessa categoria e, nei pesi leggeri junior è stato sfidante al titolo mondiale (1961). Ha combattuto all'estero contro pugili di valore assoluto in campo mondiale come  Davey Moore e Flash Elorde.

## Carriera

### Da dilettante
Guardia destra, è selezionato da Steve Klaus per rappresentare l'Italia alle Olimpiadi di Helsinki 1952. Batte ai punti il campione di casa Pentti Niinivuori (2–1), il polacco Leszek Drogosz nei quarti di finale (3–0) e il francese Joseph Ventaja in semifinale (2–1). Cede solo in finale al cecoslovacco Ján Zachara, con un discusso verdetto di 1–2 ma conquista la medaglia d'argento.

### Da professionista
Imbattuto dopo 26 incontri (con 25 vittorie e un pari), il 12 agosto 1956, a Civita Castellana, conquista il titolo italiano dei pesi piuma, battendo Nello Barbadoro, per abbandono alla sesta ripresa. La sua "striscia" positiva si interrompe al 29º match, a Sydney, dai pugni del maltese Sammy Bonnici, ai punti in dodici riprese. 
Dopo essersi preso la rivincita sul maltese, il 27 novembre 1957, a Roma, difende il titolo italiano, ai punti, dall'assalto di Giordano Campari e, il 3 maggio 1958 a Milano, da quello di Aldo Pravisani, vincendo sempre ai punti.
Il 18 agosto 1958, a Sanremo, conquista il titolo europeo vacante dei pesi piuma, battendo il belga Jean Sneyers, per abbandono all'11º round. Lo perde ai punti alla prima difesa, dai pugni del francese Gracieux Lamperti, sempre a Sanremo, l'anno successivo.
L'8 gennaio 1959, a Roma, batte il campione di Germania dei piuma Willy Quatuor per KO alla quarta ripresa. Il 13 aprile 1959, a Caracas, batte il venezuelano Sonny Leon, che appena tre mesi prima aveva battuto l'ex campione del mondo Willie Pep. Il 1º febbraio 1960, a Caracas, batte il venezuelano Tony Padron, uno dei migliori pesi piuma al mondo. Il 22 febbraio successivo affronta in Caracas il campione del mondo Davey Moore, in un match non valido per il titolo, perdendo per Kot all'ottavo round. 
Il 4 giugno 1960 combatte come sottoclou del match Rinaldi-Ballarin per l'inaugurazione del nuovo Palazzo dello Sport di Roma, di fronte a una folla record di 15.255 spettatori. Nell'occasione, Caprari pareggia con il ghanese Floyd Robertson che, in futuro, combatterà due volte per la cintura mondiale.
Il suo ultimo incontro è contro un mito del pugilato filippino, Flash Elorde, che affronta il 16 dicembre 1961 a Manila, per una borsa di 7000 dollari. E'in palio il titolo mondiale inaugurale della categoria dei pesi leggeri junior. Caprari perde per Kot alla prima ripresa.
Nella sua carriera da professionista ha perso solo quattro incontri e mai da un italiano.

## Palmarès
| Anno | Manifestazione  | Sede     | Evento     | Risultato | Note   |
| ---- | --------------- | -------- | ---------- | --------- | ------ |
| 1952 | Giochi olimpici | Helsinki | Pesi piuma | Argento   | [ 10 ] |